# Likviditetsrisiko
Likviditetsrisiko er risikoen for at en virksomhed ikke kan skaffe tilstrækkelig likviditet til kunne betale sine kortfristede forpligtelser. Især for banker er denne risikofaktor kritisk, idet banker har store kortfristede forpligtelser i form af kortfristede indlån, der hurtigt kan forsvinde.